# Адміністративний устрій Новомиколаївського району
Адміністративний устрій Новомиколаївського району — адміністративно-територіальний устрій Новомиколаївського району Запорізької області на 1 міську та 1 селищну ради і 12 сільських рад, які об'єднують 70 населених пунктів та підпорядковані Новомиколаївській районній раді. Адміністративний центр — смт Новомиколаївка.

## Список радНовомиколаївського району
| №  | Назва                         | Центр                | Населені пункти | Площа км² | Місце за площею | Населення (2001), осіб. | Місце за населенням |
| -- | ----------------------------- | -------------------- | --- | --------- | --------------- | ----------------------- | ------------------- |
| 1  | Новомиколаївська селищна рада | Місто Новомиколаївка | Місто Новомиколаївка с. Михайлівське с. Островське                                                                                                  |           |                 |                         |                     |
| 2  | Тернуватська селищна рада     | смт Тернувате        | смт Тернувате с. Зарічне с. Косівцеве с. Придорожнє                                                                                                 |           |                 |                         |                     |
| 3  | Барвінівська сільська рада    | с. Барвінівка        | с. Барвінівка с. Василькове с. Зірниця |           |                 |                         |                     |
| 4  | Веселогаївська сільська рада  | с. Веселий Гай       | с. Веселий Гай с. Нововолодимирівка |           |                 |                         |                     |
| 5  | Зеленівська сільська рада     | с. Зелене            | с. Зелене с. Благодатне с. Нове Поле с. Новокасянівка с. Рибальське с. Шевченківське                                                                |           |                 |                         |                     |
| 6  | Любицька сільська рада        | с. Любицьке          | с. Любицьке с. Данилівка с. Лісне с. Мирівка |           |                 |                         |                     |
| 7  | Новоіванківська сільська рада | с. Новоіванківка     | с. Новоіванківка с. Богунівка с. Вільне с. Граничне с. Дудникове с. Каштанівка с. Олексіївка с. Петропавлівське                                     |           |                 |                         |                     |
| 8  | Підгірненська сільська рада   | с. Підгірне          | с. Підгірне с. Дубовий Гай с. Листівка с. Миколаївка Друга с. Новосолоне с. Петропавлівка с. Родинське с. Сергіївка                                 |           |                 |                         |                     |
| 9  | Різдвянська сільська рада     | с. Різдвянка         | с. Різдвянка |           |                 |                         |                     |
| 10 | Самійлівська сільська рада    | с. Самійлівка        | с. Самійлівка с. Бойкове с. Зорівка с. Світла Долина                                                                                                |           |                 |                         |                     |
| 11 | Софіївська сільська рада      | с. Софіївка          | с. Софіївка с. Горлицьке с. Кам'янка с. Кам'янувате с. Миколай-Поле с. Новогригорівка с. Садове                                                     |           |                 |                         |                     |
| 12 | Сторчівська сільська рада     | с. Сторчове          | с. Сторчове с. Берестове с. Богданівка с. Іванівське                                                                                                |           |                 |                         |                     |
| 13 | Терсянська сільська рада      | с. Терсянка          | с. Терсянка с. Вікторівка с. Воскресенка с. Заливне с. Зелена Діброва с. Кринівка с. Мар'янівка с. Ніженка с. Нововікторівка с. Розівка с. Тернівка |           |                 |                         |                     |
| 14 | Трудова сільська рада         | с-ще Трудове         | с-ще Трудове с. Голубкове с. Київське с. Новоукраїнка с. Сорочине                                                                                   |           |                 |                         |                     |

* Примітки: м. — місто, смт — селище міського типу, с. — село, с-ще — селище